# Néstor Lakoba
Néstor Apolónovich Lakoba (en ruso: Нестор Аполлонович Лакоба; 1 de mayo de 1893 - 28 de diciembre de 1936) fue un líder comunista originario de Abjasia y víctima de la Gran Purga.

## Primeros años
Néstor Lakoba nació en Lyjny, distrito de Gudauta, en Abjasia, y como muchos bolcheviques del Cáucaso, se inició como honorable bandido perseguido por la Ojrana, y se convirtió en uno de los amigos personales de Stalin durante la época de la clandestinidad revolucionaria.

## Revolución
En los años siguientes a la Revolución de Octubre, tuvo gran influencia en la trayectoria de Lakoba el haber sido un devoto seguidor de Lenin y luego de Stalin, adhiriéndose al culto a la personalidad de este último de forma incondicional, liderándolo en Abjasia en la década de 1930. 

## Después de la revolución
En 1921, cuando la Rusia bolchevique ocupó Georgia, Lakoba se convirtió en el jefe del Comité Ejecutivo Central bolchevique en Abjasia. En la siguiente década, Abjasia fue una "República de la Unión", la República Socialista Soviética de Abjasia, asociada a la RSS de Georgia, pero en 1931 Stalin rebajó su estatus a República Autónoma bajo un firme control de Georgia. Esto obligó a Lakoba a visitar regularmente Tiflis para interceder por Abjasia.
Lakoba era de estatura baja, de carácter algo reservado, y casi sordo. Estableció buenas relaciones con muchos de los poderosos del Kremlin aprovechando sus vacaciones en la costa subtropical de Abjasia. Mandaba cajas de mandarinas a Moscú para Stalin y otros originarios del Cáucaso. Incluso dio hospitalidad a líderes caídos en desgracia. Él y su hermano Mijaíl, Comisario de Interior y luego de Agricultura de Abjasia, dieron la bienvenida a un Trotski gravemente enfermo y a su esposa Natalia Sedova durante varios meses en 1925, antes de su expulsión de la URSS.
Lakoba consiguió posponer la colectivización durante su mandato en Abjasia, persuadiendo a Stalin para hacerlo gradualmente, en especial en algunas zonas. La situación cambió después de la muerte de Lakoba, empezando un proceso revanchista y trasladando campesinos desde Georgia Central y Occidental.
En 1932 Lakoba cometió un error mortal. Le dijo a su amigo, el bolchevique georgiano de más alto nivel tras Stalin, Sergó Ordzhonikidze, que su principal rival, el jefe del Partido en Transcaucasia, Lavrenti Beria, conocido de ambos, que había estado haciendo comentarios extremadamente despectivos sobre Ordzhonikidze, tales como "en 1924 Sergó hubiese fusilado a todos los georgianos si no hubiese sido por mi". Ordzhonikidze se puso furioso, así como Beria cuando se enteró de lo sucedido. Beria se vio obligado a enviar varias cartas de disculpa a Ordzhonikidze, su jefe. Una de esas, fechada el 18 de diciembre de 1932 dice: "Te admiro mucho como para decir esas cosas. Solo te pido una cosa: no creas a nadie." Beria y Lakoba se despreciaron mutuamente durante años, rivalidad deliberadamente animada por Stalin. Otra fuente de tensión era la animosidad histórica entre los mingrelianos, siendo Beria uno de ellos, y los abjasos. Durante el segundo plan quinquenal (entre 1933 y 1937), Beria inició el asentamiento de gran número de mingrelianos, armenios y rusos en Abjasia.
Lakoba apoyó a los abjasios en todo lo que pudo y se convirtió en una figura extremadamente popular, por lo que Beria no se atrevió a detenerlo, aunque llevó a cabo su venganza en la sutil forma de un juicio "espectáculo". Sin embargo, cuatro años después, Lakoba y su hermano fueron citados en la oficina central del Partido en Tiflis, y, según algunas fuentes, Néstor fue envenenado durante la comida con Beria, muriendo poco después. La prensa unos pocos días después anunció su muerte por ataque al corazón, aunque no tenía historial alguno de problemas cardíacos y tenía poco más de 40 años. Su cuerpo fue trasladado de Tiflis a Sujum con gran pompa, y Lakoba recibió un elaborado funeral de estado, asistiendo miles de abjasios. De acuerdo con las memorias de Nikita Jrushchov, Beria exhumó el cuerpo de Lakoba y lo quemó con el pretexto que un "enemigo del Pueblo" no podía merecer un entierro en Abjasia. Probablemente lo hizo para ocultar la evidencia de envenenamiento. Otros afirman que después de ser declarado Lakoba "enemigo del pueblo", fue sacado de su ataúd y enterrado en una tumba sin marcas.
Lakoba es un personaje de la novela de Fazil Iskander "Sandro de Cheguem".

## Consecuencias de la muerte de Néstor Lakoba
Lakoba fue declarado "enemigo del Pueblo" y denunciado por trotskista y nacional-desviacionista pocos meses después de su muerte, se lo acusó también de haber fomentado una insurrección y haber organizado un complot contrarrevolucionario para asesinar a Lavrenti Beria y al propio Stalin. En octubre de 1937, su hermano Mijaíl fue declarado culpable en un juicio "espectáculo" por participar en la conspiración, y fue fusilado.
Mientras que los cargos contra los Lakoba eran falsos, Beria, como maestro de la provocación, organizó un incidente que llevó a Stalin a dar la aprobación para la liquidación de los restantes Lakoba. Beria y Stalin estuvieron a bordo de un barco en el Mar Negro, y contrató unos matones en las montañas para que les disparasen. Lo hicieron, tal como recibieron las instrucciones, fallando el disparo, pero fueron asesinados en el momento de cobrar la recompensa. Esto dio el pretexto a Beria para la venganza contra los Lakoba. El cargo de complot contra Stalin fue largamente preparado, remontándose a la preparación del panfleto hagiográfico "Stalin y Jashim", en el que Néstor Lakoba califica a Stalin como el "hombre más grande de todas las épocas que la historia da a la humanidad solo una vez cada cien o doscientos años".

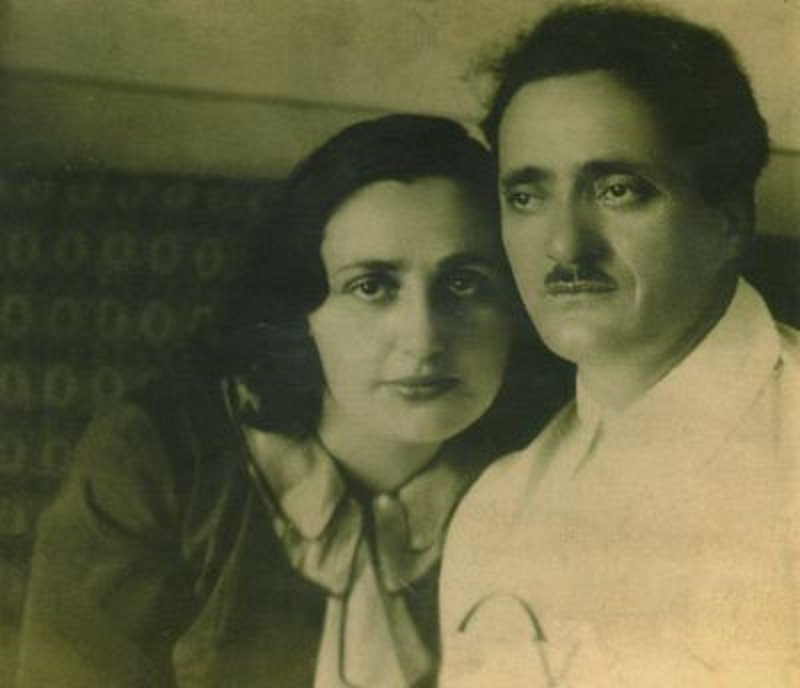
Sariya y Néstor Lakoba en los años 1930.

Néstor Lakoba dejó a una joven viuda, Sariya, que se rumoreaba que era una princesa georgiana. Ella fue detenida poco después de la muerte de su marido, y encarcelada en Tiflis. Sufrió torturas del NKVD cada tarde, intentando obligarla a firmar una confesión de "cómo Néstor Lakoba vendió Abjasia a Turquía", devolviéndola a su celda cubierta de sangre e inconsciente por la mañana. Ella repitió siempre que "no difamará la memoria de su marido", por lo que su hijo Rauf, de 14 años, fue detenido y encarcelado en la misma cárcel que su madre, y amenazado de muerte si ella no testificaba, incluso pegando al niño delante de la madre. Ella siguió negándose a confesar, muriendo finalmente en su celda después de una noche de tortura.
Rauf Lakoba, el hijo de Néstor y Sariya, fue enviado a un campo de trabajo para niños cuyos padres habían sido condenados por crímenes políticos. Él y dos amigos escribieron a Beria pidiendo ser devueltos a casa y continuar sus estudios. Beria los mandó llamar y fueron llevados al patio de la cárcel del NKVD en Tiflis, donde fueron fusilados, siendo acusados de tomar parte en un "grupo contrarrevolucionario" que intentaba una "agitación sistemática para conseguir el descrédito de las medidas tomadas por el partido y el gobierno".